# Đạo đức giả
Đạo đức giả là sự xuất hiện đầy chất giả tạo của đức tính hay lòng tốt, trong khi che giấu những bản chất xấu xa thực sự, đặc biệt là đối với niềm tin tôn giáo và đạo đức; do đó, trong một ý nghĩa chung, đạo đức giả có thể liên quan đến sự phân tán, giả vờ hoặc một sự giả tạo. Đạo đức giả là thực hành tham gia vào cùng một hành vi hoặc hoạt động mà người này chỉ trích người khác. Trong tâm lý học đạo đức, đó là sự thất bại trong việc tuân theo các quy tắc và nguyên tắc đạo đức được thể hiện của chính mình. Theo nhà triết học chính trị người Anh David Runciman, "Các loại lừa dối đạo đức giả khác bao gồm tuyên bố về kiến thức mà người ta thiếu, tuyên bố về sự nhất quán mà người ta không thể duy trì, tuyên bố về lòng trung thành mà người ta không sở hữu, tuyên bố về một bản sắc mà người ta không nắm giữ". Nhà báo chính trị Mỹ Michael Gerson nói rằng đạo đức giả chính trị là "việc sử dụng mặt nạ có ý thức để đánh lừa công chúng và thu được lợi ích chính trị".

## Đạo đức và tôn giáo
Nhiều hệ thống niềm tin lên án đạo đức giả.
Trong Hồi giáo, đạo đức giả là một căn bệnh nghiêm trọng. Kinh Qur'an chống lại những người tự xưng là tín đồ và hòa bình, nghĩ rằng họ đang lừa dối Thiên Chúa và những người khác, nhưng chỉ lừa chính họ.
Trong một số bản dịch của Sách Job, từ chaneph trong tiếng Do Thái được biểu hiện là "đạo đức giả", mặc dù nó thường có nghĩa là "vô thần" hoặc "tục tĩu". Trong Kinh thánh Kitô giáo, Chúa Giêsu lên án các kinh sư và người Pharisêu là những kẻ đạo đức giả trong đoạn văn được gọi là Khốn của người Pha-ri-si. Ông cũng tố cáo những kẻ đạo đức giả bằng những thuật ngữ chung chung hơn trong Ma-thi-ơ 7: 5.
Vào thế kỷ 16, John Calvin đã chỉ trích Nicodemites.
Trong văn bản Phật giáo Kinh Pháp Cú, Phật Gautama lên án một người đàn ông có vẻ ngoài của một người khổ hạnh nhưng đầy nhục dục bên trong.

## Tâm lý học
Đạo đức giả từ lâu đã được các nhà tâm lý học quan tâm.

## Tâm lý xã hội
Các nhà tâm lý học xã hội thường xem đạo đức giả như một sự khởi tạo của sự không nhất quán về thái độ hoặc hành vi. Theo đó, nhiều nhà tâm lý học xã hội đã tập trung vào vai trò của sự bất hòa trong việc giải thích sự ác cảm của cá nhân đối với suy nghĩ và hành vi đạo đức giả. Các cá nhân được thúc đẩy để tránh các lập trường đạo đức giả để lâm vào tình trạng bất hòa ổ đĩa tiêu cực. Ví dụ, một nghiên cứu dựa trên sự bất hòa về việc sử dụng bao cao su ở những người trẻ tuổi cho thấy rằng sự giả hình gây ra có thể dẫn đến tăng mua và sử dụng bao cao su.

## Triết học
Đạo đức giả đã là một chủ đề không liên tục được các nhà triết học quan tâm vì ít nhất Machiavelli. Các vấn đề triết học được đưa ra bởi đạo đức giả có thể được chia thành hai loại: siêu hình và đạo đức. Hầu hết các bình luận triết học về đạo đức giả đều quan tâm đến các câu hỏi đạo đức mà nó đặt ra: đạo đức giả là sai hay xấu? Nếu nó là, có bất cứ điều gì phản đối rõ ràng về nó, hoặc nó có thể dễ dàng bị thu hẹp dưới một phạm trù rộng hơn của hành vi phản cảm đạo đức, ví dụ như lừa dối? Là đạo đức giả cần thiết hay mong muốn vì lợi ích của một số hoạt động có giá trị nhất định, chính trị?

## Lợi ích
Mặc dù có nhiều tiêu cực đối với đạo đức giả, nhưng cũng có thể có lợi ích từ nó. Cũng có những lợi ích từ việc bỏ qua nó. Nhà lý luận chính trị Judith N. Shklar lập luận, trong "Chúng ta đừng là kẻ đạo đức giả", tất cả chúng ta đều quá háo hức để hiểu ngay cả những sai lệch nhỏ từ niềm tin được tuyên bố của đối thủ là giả hình, thay vì những khiếm khuyết và điểm yếu dễ hiểu đối với mọi người.